# Breesport
Breesport statisztikai település az USA New York államában, Chemung megyében. Lakosainak száma 629 fő (2020. április 1.).

## Népesség
A település népességének változása:

| 2010 | 626 |
| 2020 | 629 |